# Ewa Żygulska

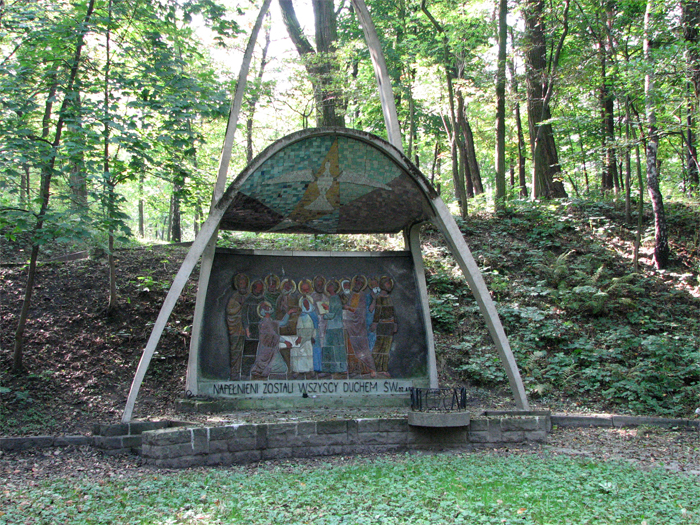
Majoliki E. Żygulskiej w Panewnikach, 1963

Ewa Żygulska (ur. 11 grudnia 1924 we Lwowie, zm. 15 lipca 1997 w Krakowie) – polska rzeźbiarka i malarka, działaczka społeczna, żołnierz AK.

## Życiorys
Urodziła się w rodzinie architekta Romana Voelpela i Marii zd. Wujcik. Najpierw uczęszczała do Gimnazjum im. Adama Mickiewicza we Lwowie prowadzonego przez Olgę Filippi, następnie dostała się na studia artystyczne do Szkoły Przemysłowej, w której wykładał jej ojciec. Po wkroczeniu do Lwowa Armii Czerwonej Roman Voelpel zmarł, a o dom rodzinny troszczyła się matka, pracując zarobkowo w sowieckim przedsiębiorstwie, zajmującym się handlem owocowo-warzywnym. Ewa pomagała matce, wyrabiając sztuczne kwiaty i abażury. Mieszkanie Voelplów przy ul. Supińskiego 5 stało się miejscem kontaktowym dla członków delegatury rządu polskiego. Drukowano w nim też biuletyny informacyjne i przygotowywano ich kolportaż. Ewa należała do Armii Krajowej. Podczas okupacji artystka wyszła za mąż za Zdzisława Żygulskiego. Wraz z nim ukrywała się we Lwowie. W 1945 przez Rzeszów dotarli do Krakowa, gdzie osiedli na stałe. W 1951 urodził im się syn Roman.
Przez pewien czas pracowała jako konserwatorka kafli na Wawelu. Następnie otwarła wraz z Janiną Kluziewicz-Karbowską i Barbarą Żątowską pracownię, w której wytwarzały ceramikę. Żygulska zajmowała się wielkimi formami ceramicznymi do dekoracji architektonicznej. Przygotowywała m.in. mozaiki ceramiczne dla różnych instytucji, również kościołów i kaplic. Z 1954 pochodzi wykonana przez Żygulską chrzcielnica ze sceną Chrztu Pańskiego dla Kościoła Opatrzności Bożej w Katowicach. W 1963 wraz z Grażyną Borkowską-Niemojewską i Janiną Kluziewicz-Karbowską Żygulska wykonała majolikowe płaskorzeźby do kaplic chwalebnych na Kalwarii Panewnickiej w Katowicach. Mozaiki Ewy Żygulskiej zdobią salwatoriański Kościół Boskiego Zbawiciela w Krakowie. Projektowała witraże (Jawornik, Kobiernice, Płaz). Ze względów zdrowotnych zajęła się malarstwem pejzażowym, zdobywała nagrody. Przez kilkanaście lat była wiceprezeską krakowskiego okręgu Związku Polskich Artystów Plastyków. Działała w Towarzystwie Miłośników Lwowa i Kresów Południowo-Wschodnich. Ilustrowała książki swojego męża Zdzisława Żygulskiego.
Prace Ewy Żygulskiej znajdują się w zbiorach Muzeum Narodowego w Krakowie.